# 克里斯托弗·策勒
克里斯托弗·策勒（德語：Christopher Zeller，1984年9月14日—），德国男子曲棍球运动员。他曾代表德国参加2004年、2008年和2012年夏季奥林匹克运动会曲棍球比赛，获得二枚金牌和一枚铜牌。

## 家庭
哥哥菲利普·策勒。